# Бачо, Ондржей
Ондржей Бачо (чеш. Ondřej Bačo; род. 25 марта 1996, Брумов-Бильнице) — чешский футболист, защитник иерусалимского клуба «Хапоэль».

## Клубная карьера
Бачо — воспитанник клуба «Фастав». 18 ноября 2016 года в матче против «Высочины» он дебютировал в Первой лиге. В 2017 году Ондржей помог команде выиграть Кубок Чехии.

## Достижения
«Фастав Злин»
- Обладатель Кубка Чехии: 2016/17
- Обладатель Суперкубка Чехо-Словакии: 2017